# Calendari inca

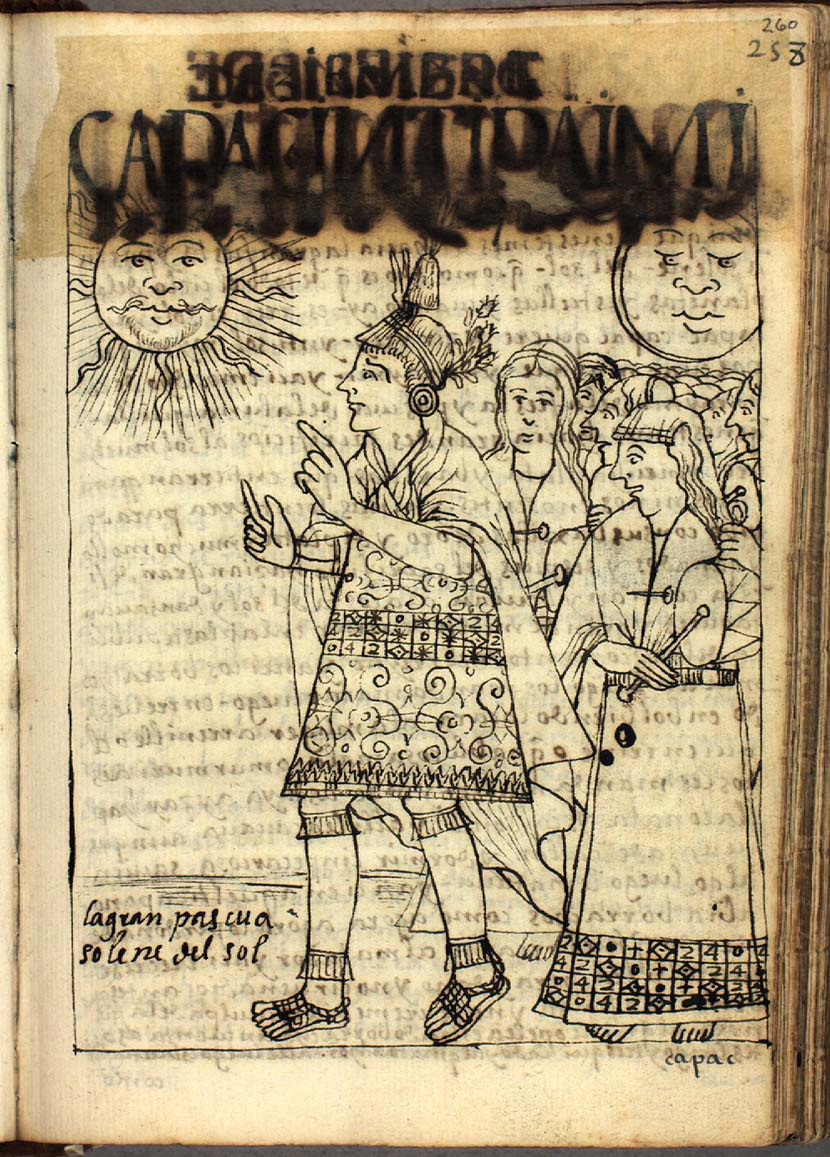
Cápac Raymi, inici de l'any inca, segons Guaman Poma.

El calendari inca és el sistema de mesura del temps emprat pels inques al Cuzco, cap al segle xv. Constava de 12 mesos de trenta dies cada un, dividits en tres setmanes de 10 dies. Estava determinat a partir de l'observació del sol i la lluna.
L'any, de 360 dies, estava dividit en 12 llunes de 30 dies cadascuna. L'organització mític-religiosa determinava la successió en el calendari a través de les 12 llunes. Corresponents a festivitats i activitats quotidianes:
- Capac Raimi Quilla , Lluna de la Gran Festa del Sol, equivalent al mes de desembre o descans.
- Camay Quilla , Petita Lluna Creixent, gener, temps de veure el blat de moro creixent.
- Hatun Pucuy Quilla , Gran Lluna Creixent, febrer, temps de vestir tapall.
- Pacha Pucuy Quilla , Lluna de la flor creixent, març, mes de maduració de la terra.
- Ayrihua Quilla , Lluna de les espigues bessones, abril, mes de collita i descans.
- Aymoray Quilla , Lluna de la collita, maig, el blat de moro se seca per ser emmagatzemat.
- Haucai Cusqui Quilla , juny, collita de patata i descans, rompuda del sòl.
- Chacra Conaqui Quilla , Lluna de reg, juliol, mes de redistribució de terres.
- Chacra Yapuy Quilla , Lluna de sembra, agost, mes de sembrar les terres.
- Coia Raymi Quilla , Lluna de la festa de la Lluna, setembre, mes de plantar.
- Uma Raymi Quilla , Lluna de la festa de la província d'Oma, octubre, temps d'espantar els ocells dels camps acabats cultivats.
- Ayamarca Raymi Quilla , Lluna de la festa de la província de Ayamarca, novembre, temps de regar els camps.